# قطعنامه ۱۹۶۵ شورای امنیت
قطعنامه ۱۹۶۵ شورای امنیت سازمان ملل متحد که در تاریخ ۲۲ دسامبر ۲۰۱۰ تصویب شد، سندی بین‌المللی دربارهٔ بررسی وضعیت خاورمیانه است. این قطعنامه طی نشست ۶۴۶۲ام با ۱۵ رای موافق، ۰ مخالف و ۰ ممتنع تصویب شد.